# Durioneae
Durioneae es una tribu de fanerógamas perteneciente a la familia Malvaceae. Tiene seis géneros:
- Boschia Korth.
- Coelostegia Benth.
- Cullenia Wight
- Durio Adans.
- Kostermansia Soegeng
- Lahia Hassk.  = Durio Adans.
- Neesia Blume